# Springfield M1903
Springfield M1903 eller United States Rifle, Caliber .30, Model 1903, er en amerikansk militær repetérriffel der primært blev brugt i den første halvdel af det 20. århundrede.
Den blev indført som militær standardriffel i det amerikanske militær 19. juni 1903, og blev erstattet af den semiautomatiske M1 Garand fra 1936. M1903 så udbredt brug i 1. verdenskrig og 2. verdenskrig, og i nogle få tilfælde i vietnamkrigen. Den blev også brugt som snigskytteriffel med kikkertsigte i 2. verdenskrig, koreakrigen og vietnamkrigen. Den er stadig i brug som civilt skydevåben i det 21. århundrede.
Under 2. verdenskrig var den meget almindelig tidligt i krigen, specielt i stillehavskrigen, og blev langsomt udfaset efterhånden som der kom flere M1 Garand rifler til.

## Varianter
Der var fire hovedvarianter med militære betegnelser, og en række undervarianter:
- M1903 (1903)— Udviklet til .30-03 ammunition. Brugte den originale Type S kolbe.
  - M1903 (1905) – ændret bajonettype til moderne knivbajonet Model 1905 og med forbedrede sigtemidler.
  - M1903 (1906) – Modificeret igen til den nye M1906 .30-06 ammunition.
  - M1903 Mark I (~1918) modificeret til brug med Pedersen aggregat, der gjorde det muligt at skyde semiautomatisk. Den kom dog aldrig i udbredt brug.
- M1903A1 (1930) – kolben blev ændret så den havde pistolgreb.
- M1903A2 (1930'erne – 1940'erne) – version til brug med artilleripjecer.
- M1903A4 (1942) – en M1903A3 modificeret til snigskytteriffel med kikkertsigte og ny kolbe.
- M1903 Bushmaster karabin (1940'erne) – løb og kolbe blev skåret 18 tommer ned til brug i Panama. 4,725 af disse rifler blev fremstillet. Den brugtes som træningsriffel og kom ikke i kamp. Efter 2. verdenskrig blev de fleste smidt i havet, og få findes derfor i dag.